# ماهی‌شناسی کاربردی
ماهی‌شناسی کاربردی دانش نوینی در گسترهٔ علوم محسوب می‌گردد که علاوه بر پرداختن به چگونگی زیست ماهی، با علوم کاربردی و اجرایی نیز در ارتباط می‌باشد[۱][۲]. آب به عنوان محیط زیست ماهیان و آبزیان[۳]، تمامی نیازهای حیاتی آن‌ها را برطرف می‌نماید. دو پارامتر مهم درجة حرات و شوری آب، از جمله دلایل اصلی پراکنش و مهاجرت آبزیان محسوب می‌گردند[۲][۴].

## کاربردهای تکنیکی
انجام مطالعات دقیق علمی، نیازمند روش‌های کارآمد و فنون تخصصی در زمینة ماهی‌شناسی می‌باشد[۲]، تا به عنوان منابعی کاربردی و مطمئن، به عنوان دستورالعمل کار در پژوهشکده‌ها و آزمایشگاه‌های ماهی‌شناسی و علوم وابسته به آن، مورد استفاده قرار گیرند. به همین دلیل علمی با عنوان ماهی‌شناسی کاربردی نیازهای تکنیکی مربوط را تا حدودی برطرف می‌نماید[۲]؛ به‌طوری‌که محققان رشته‌های شیلات و بیولوژی دریا، و همچنین سایر علوم وابسته، به آسانی بتوانند تحقیقات و پروژه‌های تخصصی خود را در زمینه‌های ماهی‌شناسی و بررسی‌های بیولوژیک، با استفاده از روش‌های ماهی‌شناسی کاربردی به انجام رسانند.

## ارتباط با علوم
در واقع دانش ماهی‌شناسی کاربردی به عنوان راهنما و دستورالعملی در زمینة شناسایی و بررسی ماهی‌ها می‌پردازد؛ به‌طوری‌که، در این دانش به بیولوژی ماهیان، به ویژه ماهیان آب شیرین و شور پرداخته، به شناخت ابزار، تجهیزات، وسایل و مواد لازم برای صید و نیز با دقت بیشتر، به آماده‌سازی و چگونگی انتقال نمونهٔ ماهیان به آزمایشگاه جهت مطالعات علمی ماهی‌شناسی می‌پردازد[۲].

## کاربرد در علوم شیلات و آبزیان
همچنین در زمینهٔ تشخیص و شناسایی نمونه‌های ماهی، با بررسی پارامترهای بیولوژیک ماهی، همانند فاکتورهای قابل اندازه‌گیری و قابل شمارش، چگونگی تعیین سن و زیست‌سنجی ماهیان مورد نظر قرار می‌گیرد[۵][۶][۷]. از طرفی این علم به بررسی‌های مرتبط با بیولوژی تولید مثل و رسیدگی جنسی ماهی [۵][۱۲] پرداخته و به‌طور نسبتاً جامع، به تقسیم‌بندی گونه‌های مختلف ماهیان از نظر رژیم غذایی، شناسایی و ارزیابی روش‌های مختلف تغذیه و نیز بررسی عادات غذایی ماهیان می‌پردازد[۱][۲][۴].

## کاربردهای سیستماتیک
ماهی‌شناسی کاربردی از دیگر سو به اختصاصات خانواده‌ها و جنس‌های ماهیان آب‌های داخلی، آب شیرین و دریایی [۱۳][۱۴] و چگونگی نگارش و تفسیر کلید شناسایی ماهیان را مورد بررسی قرار می‌دهد[۱][۲][۸]؛ و درنهایت، با دید بررسی ماهیان مختلف و با توجه به اهمیت ماهیان حوزه‌های اکولوژیک در گستره جهانی، گروه‌های ماهیان را، به سه دستة ماهیان اقتصادی درجة اول، ماهیان اقتصادی درجة دوم و ماهیان غیراقتصادی تقسیم می‌نماید[۱][۲]، و آن‌ها را به‌طور کامل مورد بررسی‌های سیستماتیک، ویژگی‌های بیولوژیک و پراکنش جغرافیایی قرار می‌دهد[۲][۴][۸][۹][۱۰][۱۱][۱۵].

## سابقه ماهی‌شناسی در ایران
در ایران نیز ماهی‌شناسی سابقه‌ای نزدیک به یکصد سال دارد و از بانیان علوم ماهی‌شناسی و شیلاتی کشور می‌توان به احمد بریمانی، اسماعیل رستمی و فرهاد فریدپاک به همراه امین کیوان، استادان بنیان‌گذار و پیشکسوت علوم شیلات ایران، نام برد که در گسترة علوم و فنون شیلاتی، تألیفات با ارزشی در نیم قرن اخیر، در داخل و خارج از ایران، از خود برجای گذاشته‌اند.
از جمله پژوهشگران و محققان معاصر صاحب تألیفات علمی در زمینه ماهی‌شناسی و مطالعه ماهیان می‌توان از فرهاد فریدپاک، امین کیوان، احمد بریمانی، غلامحسین وثوقی، حسین عمادی، مسعود هدایتی فرد، برایان کد، اصغر عبدلی، یزدان کیوانی و مسعود ستاری و … نام برد که در راستای علم ماهی‌شناسی، آثار قابل توجهی منتشر نموده‌اند.